# Jelcz L11
Jelcz L11 – polski autobus lokalny produkowany przez Jelczańskie Zakłady Samochodowe w Jelczu-Laskowicach w latach 1987–1989. Pojazdy tego typu były przeznaczone do obsługi linii lokalnych, użytkowane były głównie przez PKS oraz większe zakłady MKS.

## Historia modelu
Jelcze L11, podobnie jak bliźniacze autobusy Jelcz M11 (miejskie, produkowane od 1985 do 1990 roku) były budowane na sprowadzanych z Węgier podwoziach firmy Csepel (stosowanych również do produkcji autobusów Ikarus 260). Nadwozie było skróconą do 11 m wersją nadwozia autobusu Jelcz PR110 opartego na licencji firmy Berliet. Od miejskiego typu M11 wersja L11 różniła się głównie aranżacją wnętrza przystosowaną do obsługi linii lokalnych – kosztem zmniejszonej pojemności autobusu zwiększono liczbę foteli, usunięto także miejsca na wózki dziecięce. Wewnątrz zastosowano miękkie podwójne fotele z dermatoidowym obiciem. Autobus wyposażony był w tachograf, zasłony okien bocznych oraz siatkowe półki montowane pod sufitem na bagaż podręczny. Różnice dotyczyły też skrzyni biegów, dzięki wydłużonym przełożeniom III, IV i V zwiększono prędkość maksymalną pojazdu do 97,7 km/h.
Do napędu posłużył ten sam co w modelu M11 silnik Raba MAN D 2156 HM 6 U o pojemności 10,35 l i mocy maksymalnej 192 KM (142 kW) przy 2100 obr./min i momencie obrotowym 696 Nm przy 1300 obr./min. Umieszczony był on centralnie, pomiędzy osiami pojazdu. Napęd przenoszony był poprzez suche jednotarczowe sprzęgło i 5-biegową manualną skrzynię Csepel ASH75.2 na oś tylną.
W roku 1988 na wniosek PKS wprowadzono modyfikację polegającą na zlikwidowaniu środkowych drzwi. Dzięki temu wewnątrz zastosowano dodatkowe dwa podwójne miejsca siedzące. W celu odróżnienia od wersji pierwotnej, dwudrzwiowe autobusy oznaczano niekiedy jako L11/2. Łącznie powstało około 1000 sztuk modelu L11. Następcą L11 został Jelcz L120.